# Tengchen
Tengchen, även stavat Dêngqên, är ett härad (dzong) som lyder under Chamdo i Tibet-regionen i sydvästra Kina.